# Église Saint-Anschaire de Flensbourg-Mürwik
L’église Saint-Anschaire est une église catholique de Flensbourg, en Allemagne, dans le quartier de Mürwik.
Il ne faut pas la confondre avec l'église Anschaire, dans le quartier de Nordstadt, appartenant à l'église danoise dans le Schleswig du Sud, église luthérienne.

## Architecture
L'église est conçue par l'architecte Georg Rieve et se compose d'un hall rectangulaire en briques orienté à l'est sur lequel repose un toit à pignon, ainsi que d'un clocher en béton attenant sur le côté sud, sur lequel se trouve un coq en cuivre. Il y a une rosace vitrée colorée sur la façade ouest au-dessus de l'entrée. L'entrée de l'église est conçue en 1996 par Karl Heinz Sönnichsen et se compose depuis d'un petit vestibule auquel mène un escalier à quatre marches.
L'église Saint-Anschaire a l'adresse Ansgarstraße 1. Elle se situe dans un petit quartier isolé et à la circulation calme qui se compose des rues : Rote Lücke, Ansgarstraße, Stralsunder Straße, Gneisenauweg, Hildebrandstraße, la partie est de la Blücherstraße, ainsi la partie nord de l'Engelsbyer Weg. Cet "Ansgarviertel" se compose entièrement de résidences. À l'ouest du quartier se trouve Klosterholz, le vieux centre de Mürwik. Au nord se trouve la route principale Osterallee et au sud elle est bordée par des jardins familiaux. Contrairement à la plus grande Christuskirche sur Fördestraße, qui est construite presque au même moment, l'église Saint-Anschaire est cachée loin des rues principales de Mürwik. En tant qu'église filiale de la paroisse catholique de Flensbourg, l'église Saint-Anschaire n'a pas son propre prêtre. Le service est régulièrement célébré le samedi à 18 h 30 dans l'église.

## Source, notes et références
- (de) Cet article est partiellement ou en totalité issu de l’article de Wikipédia en allemand intitulé « St.-Ansgar-Kirche (Flensburg-Mürwik) » (voir la liste des auteurs).